# Дали (Юньнань)
Дали (кит. упр. 大理, пиньинь Dàlǐ; байский: Darl•lit; хани: Dafli) — городской уезд в китайской провинции Юньнань, расположенный между горой Цаншань (на западе) и озером Эрхай (на востоке).

## География

### Климат
Климат в Дали мягкий, соответствует климату высоких субтропических нагорий, с короткой сухой зимой и жарким дождливым летом. Основная масса осадков приходится на период с июля по октябрь.
| Показатель                    | Янв. | Фев. | Март | Апр. | Май  | Июнь  | Июль  | Авг.  | Сен.  | Окт. | Нояб. | Дек. | Год  |
| ----------------------------- | ---- | ---- | ---- | ---- | ---- | ----- | ----- | ----- | ----- | ---- | ----- | ---- | ---- |
| Средний суточный максимум, °C | 15,3 | 16,7 | 19,7 | 22,5 | 24,8 | 25,0  | 24,4  | 24,3  | 23,3  | 21,2 | 18,1  | 15,8 | 20,9 |
| Средний суточный минимум, °C  | 2,2  | 3,9  | 6,7  | 9,5  | 13,1 | 16,4  | 16,7  | 15,8  | 14,4  | 11,6 | 6,8   | 2,8  | 10,0 |
| Норма осадков, мм             | 20,4 | 28,1 | 41,6 | 24,8 | 61,9 | 164,5 | 185,6 | 209,1 | 167,6 | 96,2 | 40,7  | 10,8 |      |
| Источник: Weather China       |      |      |      |      |      |       |       |       |       |      |       |      |      |

## История
В VII веке племена, жившие вокруг озера Эрхай, образовали шесть княжеств-чжао. В начале VIII века они стали вассалами Тибетской империи. Так как в это время шли танско-тибетские войны, то танский Китай поддержал князя Пилогэ, который объединил княжества и создал вассальное по отношению к империи Тан государство. Так как это «чжао» находилось далеко на юге, то оно получило название Наньчжао («южное чжао»); в этих местах разместилась его столица Тайхэ.
В X веке государство Наньчжао прекратило своё существование, а в середине X века появилось государство Дали со столицей в Янсеме́. В середине XIII века государство Дали было завоёвано монголами. Монголы стали править завоёванными землями из Куньмина, а здесь были созданы Чжаочжоуская область (赵州) и уезд Тайхэ (太和县), в котором разместились власти новой административной единицы — Далиского региона (大理路). После того, как в 1382 году юньнаньские земли были завоёваны войсками империи Мин, «регионы» были переименованы в «управы» — так появилась Далиская управа (大理府), власти которой по-прежнему размещались в уезде Тайхэ. После Синьхайской революции в Китае была проведена реформа структуры административного деления, в ходе которой области управы были упразднены, и в 1913 году Далиская управа была ликвидирована, Чжаочжоуская область стала уездом Чжаосянь (赵县), а уезд Тайхэ был переименован в Дали (大理县). 
В 1925 году эти места сильно пострадали во время Далийского землетрясения, погибло более 5000 человек.
После вхождения провинции Юньнань в состав КНР в 1950 году был образован Специальный район Дали (大理专区), и уезды Дали и Фэнъи вошли в его состав; при этом посёлок Сягуань уезда Фэнъи и прилегающие к нему земли уезда Дали были выделены в особую административную единицу — район Сягуань (下关区), в котором разместились власти специального района. В марте 1951 года район Сягуань был преобразован в город Сягуань (下关市). В 1955 году город Сягуань был выведен из состава Специального района Дали и подчинён напрямую властям провинции.
Постановлением Госсовета КНР от 16 ноября 1956 года был создан Дали-Байский автономный округ; город Сягуань и уезды Дали и Фэнъи вошли в его состав. В сентябре 1960 года город Сягуань и уезды Дали, Фэнъи и Янби были объединены в городской уезд Дали. В марте 1962 года из городского уезда Дали был вновь выделен город Сягуань, а остальная территория (земли бывших трёх уездов) стала уездом Дали.  В октябре 1962 года из уезда Дали был вновь выделен уезд Янби.
Постановлением Госсовета КНР от 9 сентября 1983 года уезд Дали и город Сягуань были вновь объединены в городской уезд Дали.

## Административное деление
Городской уезд делится на 10 посёлков и 1 национальную волость.

## Транспорт
Имеется аэропорт для местных рейсов.
Через Дали проходит железная дорога Куньмин — Лицзян. В 2022 году введена в эксплуатацию 330-километровая скоростная железная дорога Дали — Баошань — Жуйли.

## Достопримечательности
Дали — популярное место туризма, как для китайцев, так и для иностранцев.
- Озеро Эрхай[6]
- Озеро Циби[7]
- Далийский музей
- Храм Чуншэн
  - Дворец бодхисатвы Гуаньинь (перестроен в 1999)
  - Великий колокол Наньчжао (установлен в 1997)
  - Три пагоды
  - Источник бабочек
- Декоративный старый город, построенный для съёмок сериала «Полубоги и полудьяволы»
- Исторический город Шаси на древней «Чайной дороге»